# 千網谷戸遺跡

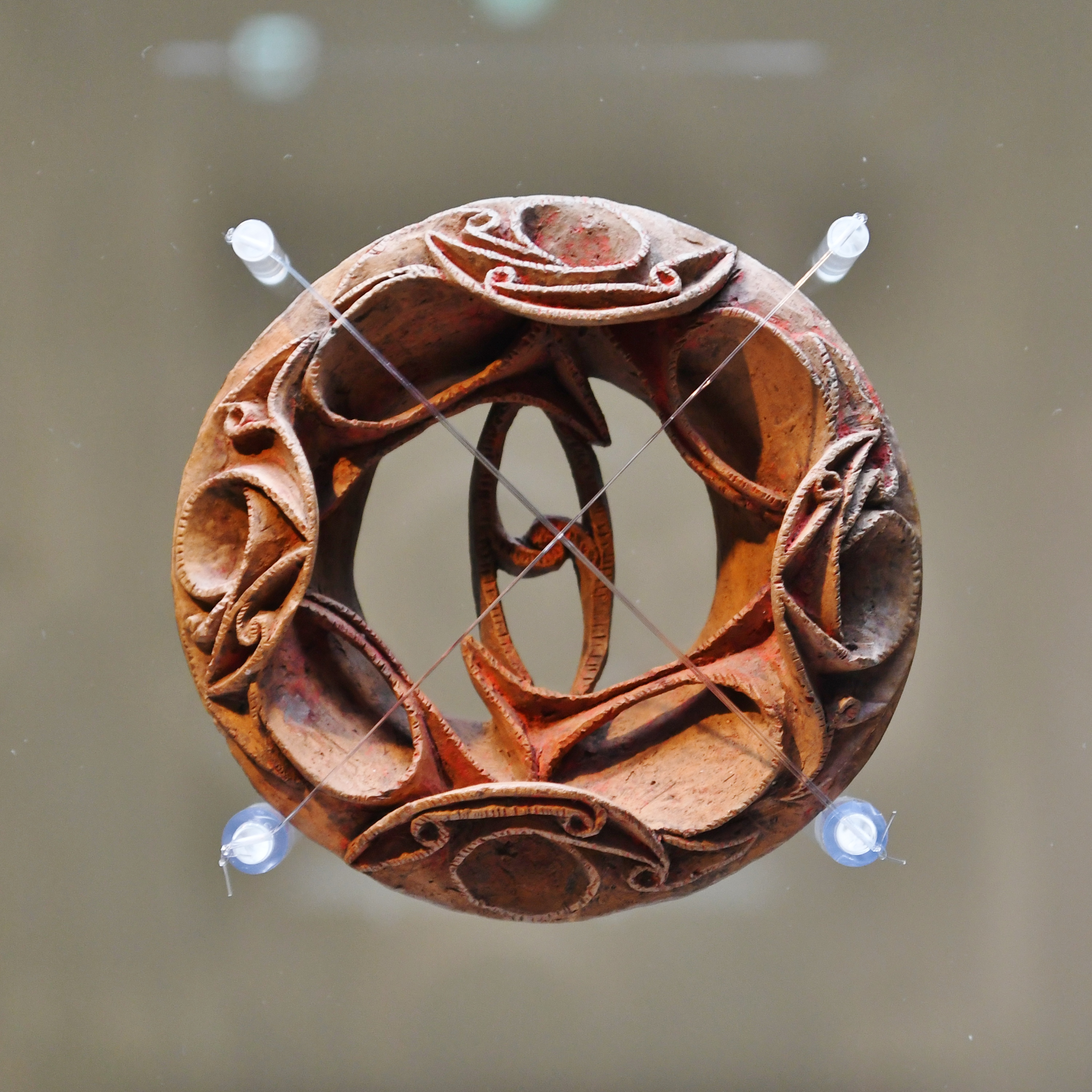
土製耳飾（国の重要文化財）桐生市教育委員会蔵、群馬県立歴史博物館展示（他画像も同様）。

千網谷戸遺跡（ちあみがいどいせき）は、群馬県桐生市川内町三丁目（大字須永字千網谷戸）にある縄文時代から古墳時代にかけての遺跡。栓状耳飾りや石鏃の出土地として知られる。

## 概要
桐生市中西部の川内町三丁目、渡良瀬川と山田川の合流点近くの河岸段丘上に所在する。遺跡名は旧須永村の字名に由来するが、「千網谷戸」の読みは「ちあみがいど」・「ちあみがいと」の2通りがあり、地元の桐生市では「ちあみがいど」、群馬県立歴史博物館では「ちあみがいと」としている。
発掘調査は1946年（昭和21年）から1974年（昭和49年）まで薗田芳雄を中心として断続的に行われ、関東地方の縄文時代晩期を指標する土器形式として「千網式土器」が設定された。
1973年（昭和48年）から桐生市教育委員会による発掘調査が行われ、1977年（昭和52年）以後の調査では、縄文時代後期・晩期の竪穴建物跡、祭祀にかかわると考えられる配石遺構や石棺墓群が発見された。

### 出土遺物
1号建物跡と4号建物跡からの出土遺物は、栓状耳飾りに代表される装身具類の豊富さや膨大な石鏃の出土量など他に類を見ないもので、その学術的価値は極めて高いと評価され、1984年（昭和59年）6月6日に「上野千網谷戸遺跡出土品」として国の重要文化財に指定された。これらの指定物件は1986年（昭和61年）から1988年（昭和63年）にかけて保存修理が実施され、群馬県立歴史博物館に寄託されている。

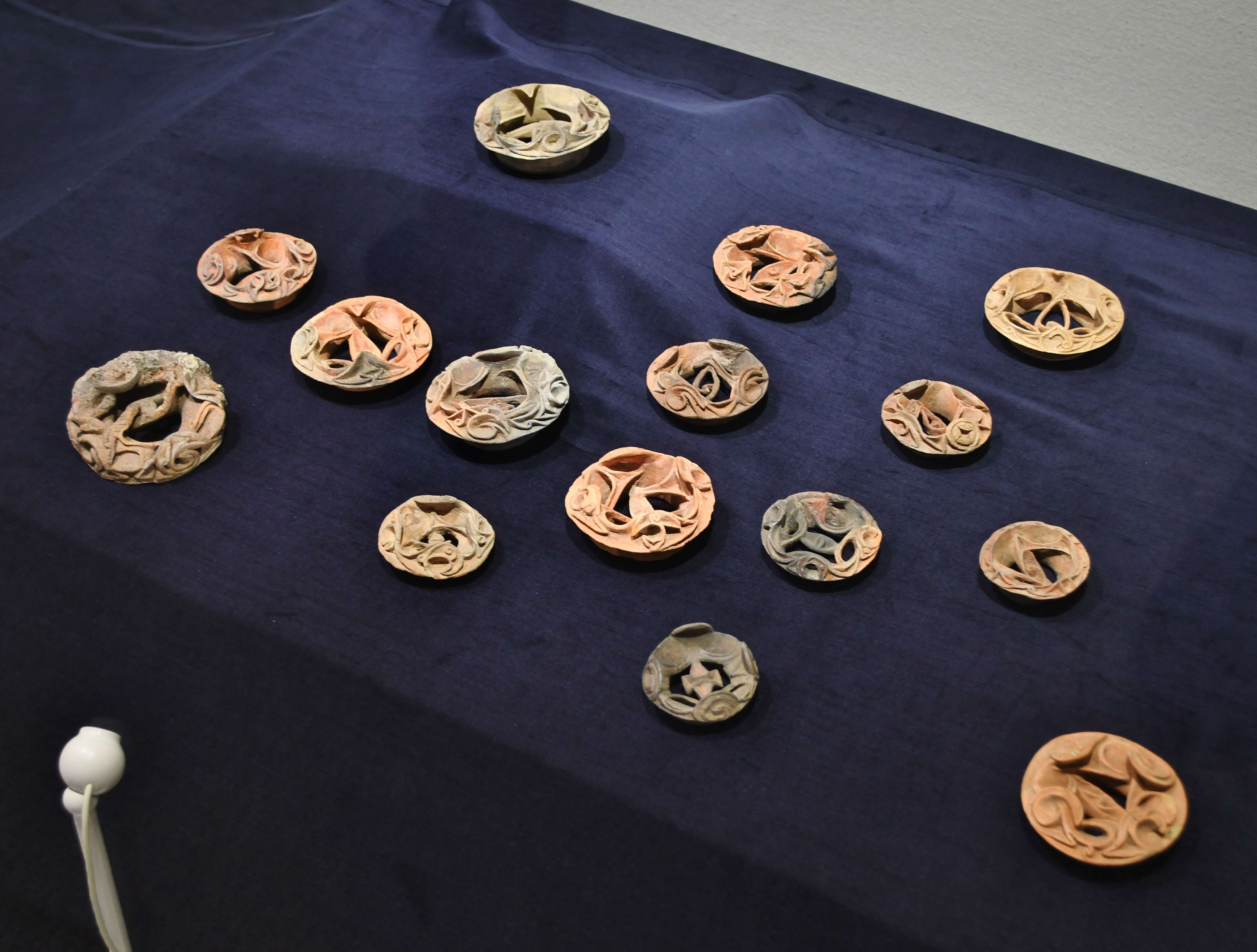
土製耳飾群
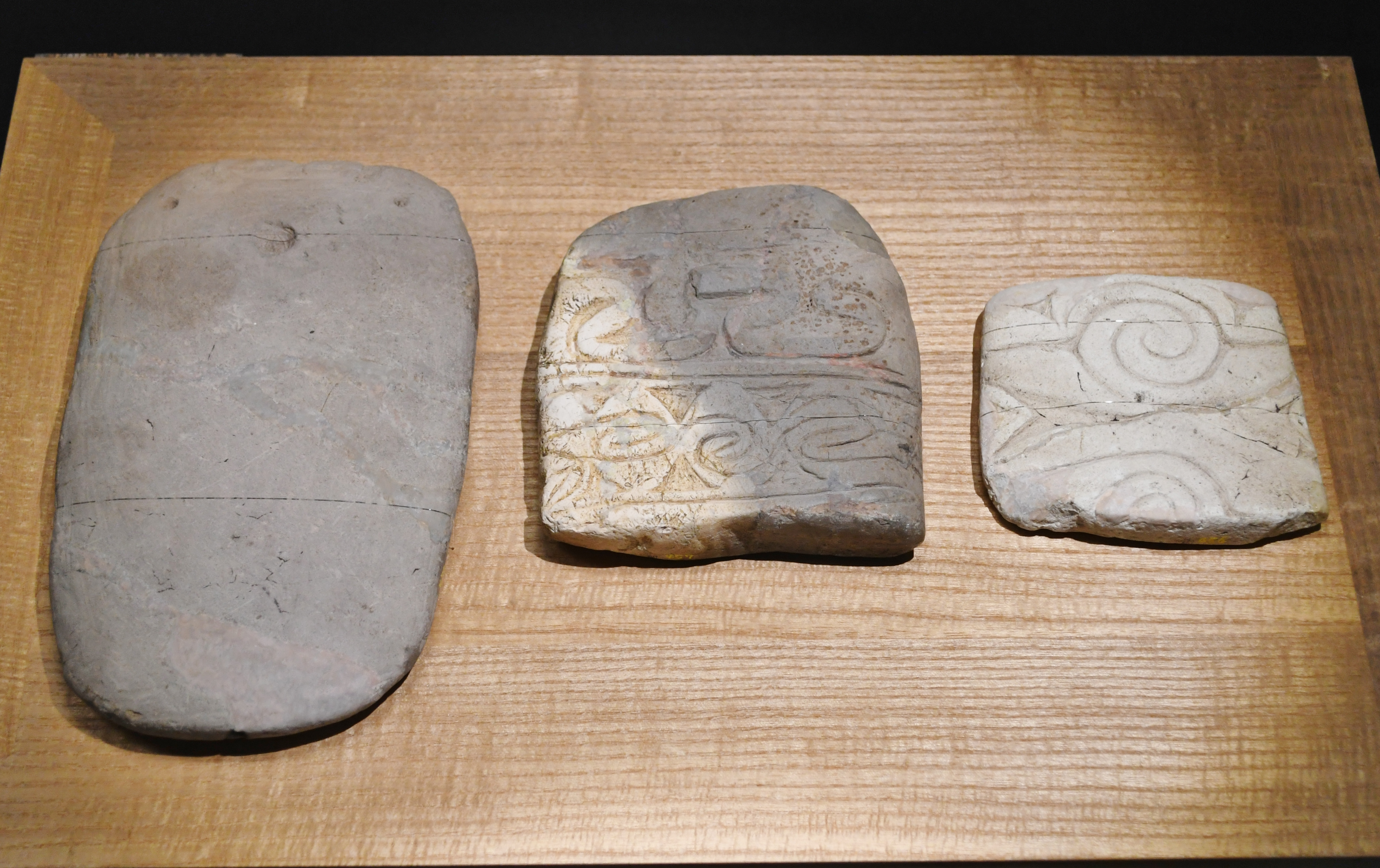
岩版